# جان مارتین (نقاش)
جان مارتین (انگلیسی: John Martin؛ ۱۹ ژوئیه ۱۷۸۹ – ۱۷ فوریه ۱۸۵۴) یک نقاش، حکاک و تصویرگر مکتب رمانتیسم اهل انگلستان بود. او برای آثار متعدد و نقاشی‌های ملودرام از موضوعات مذهبی و ترکیب‌های فوق‌العاده از جمعیتی با چهره‌های کوچک که به مناظر تحمیل شده‌اند بزرگ داشته شده است.
نقاشی‌ها و حکاکی‌های مارتین با موفقیت و اقبال عمومی مواجه شد. لارنس در سال ۱۸۲۱ او را به عنوان «محبوب‌ترین نقاش روزگار» یاد کرد اما توسط رسکین و دیگر منتقدان به باد انتقاد گرفته شد.

## نگارخانه

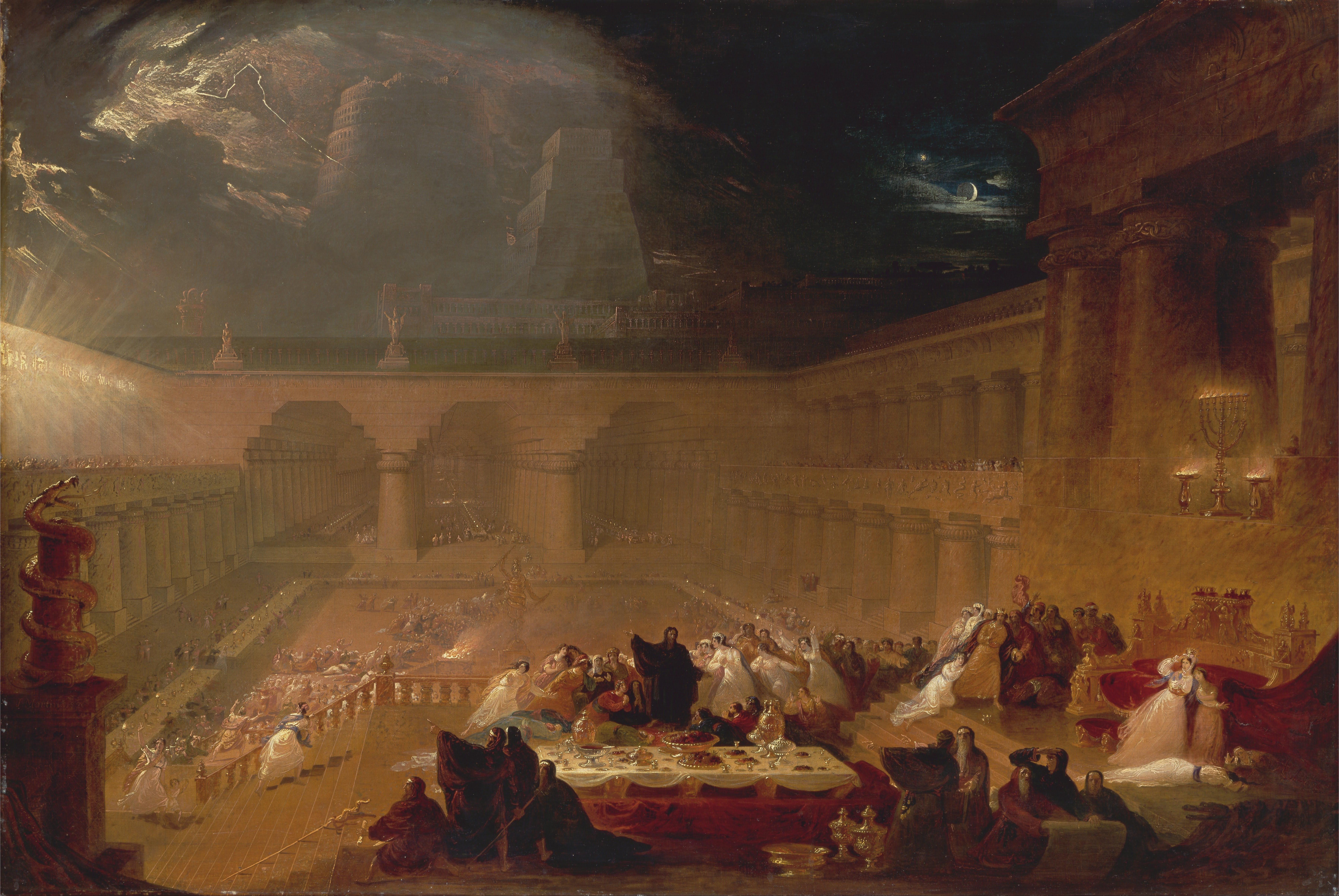
Belshazzar's Feast (1820)
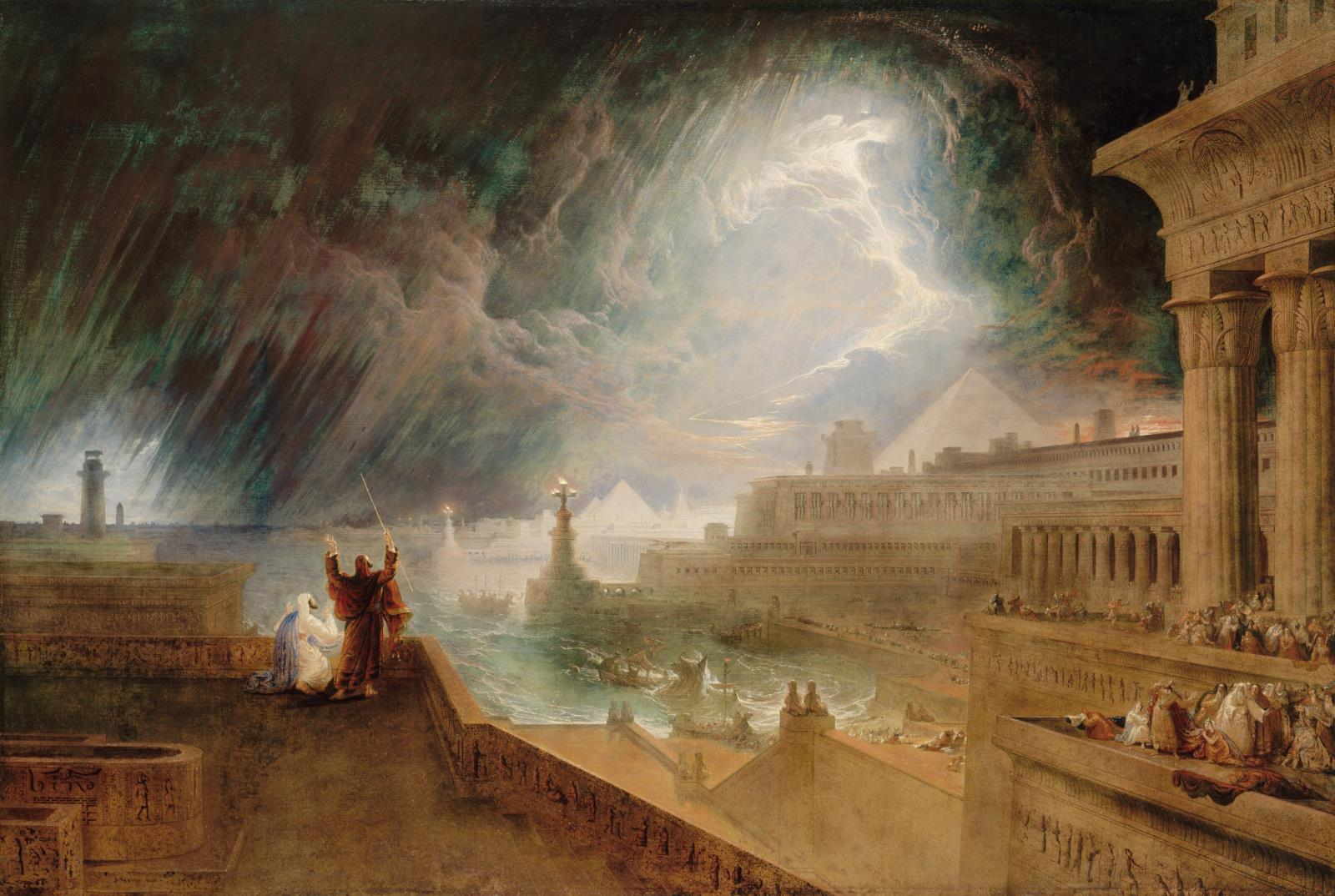
The Seventh Plague of Egypt, John Martin, 1823
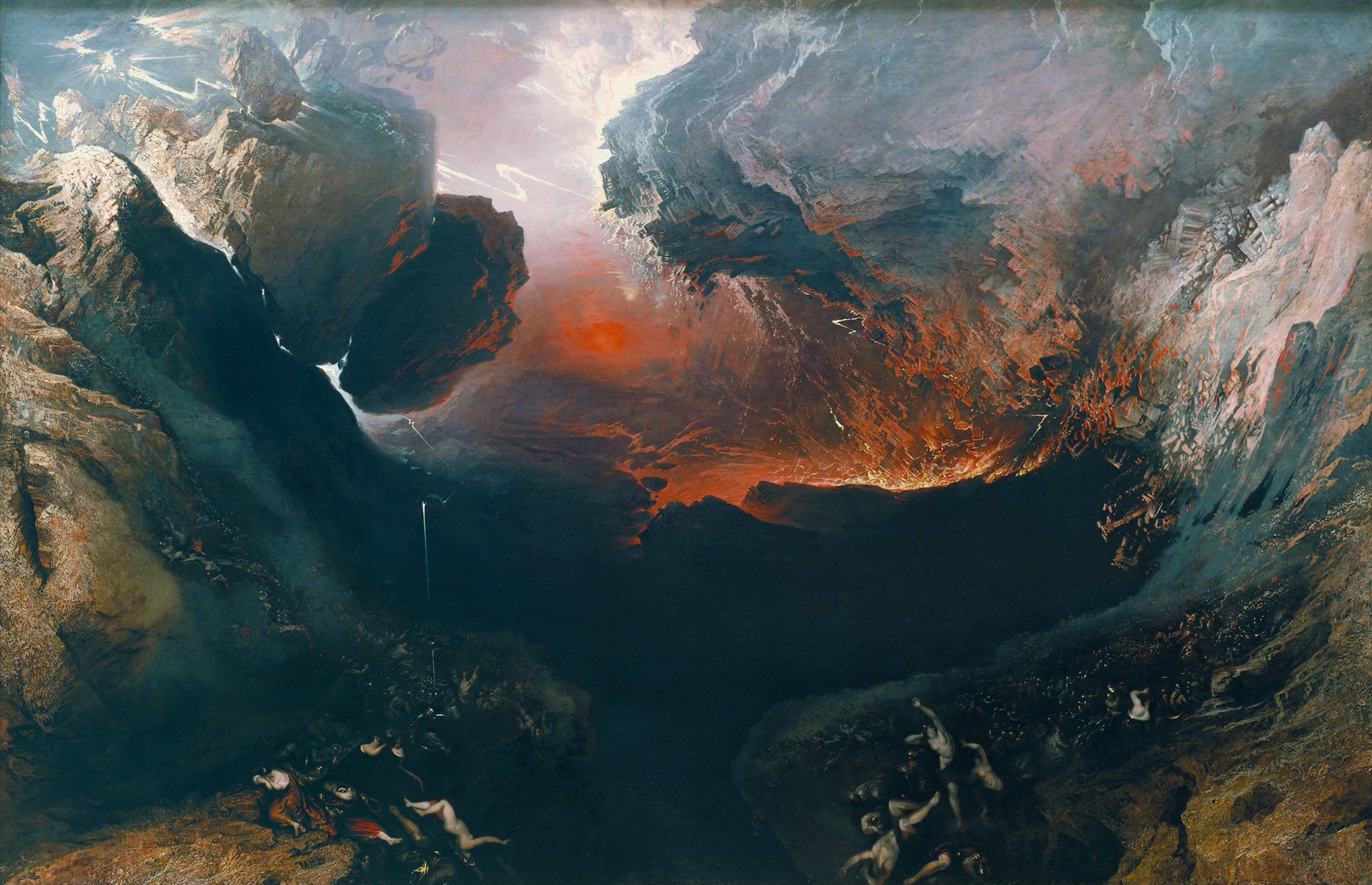
The Great Day of His Wrath, c. 1853
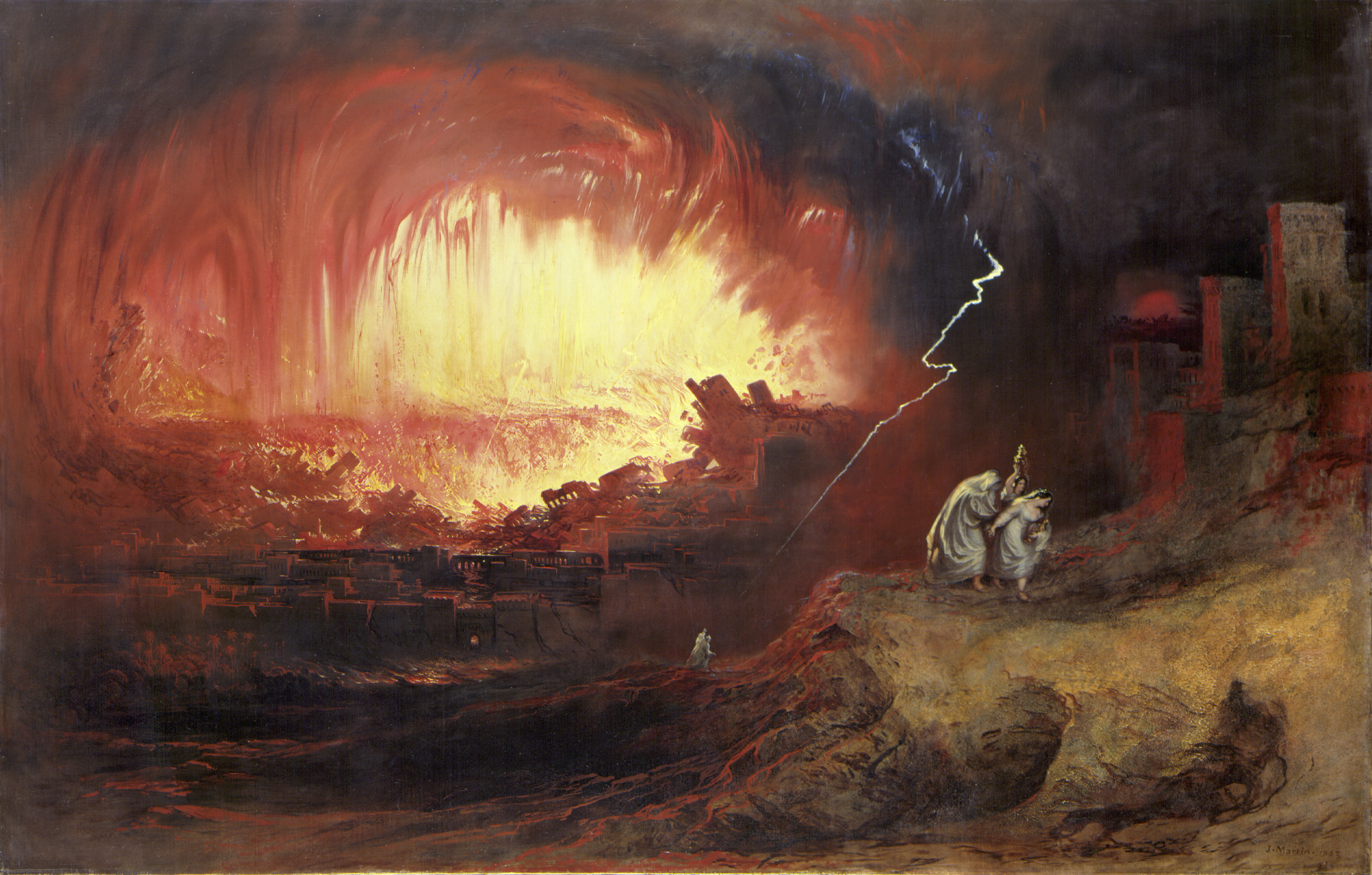
The Destruction of سدوم و گموراه, 1852
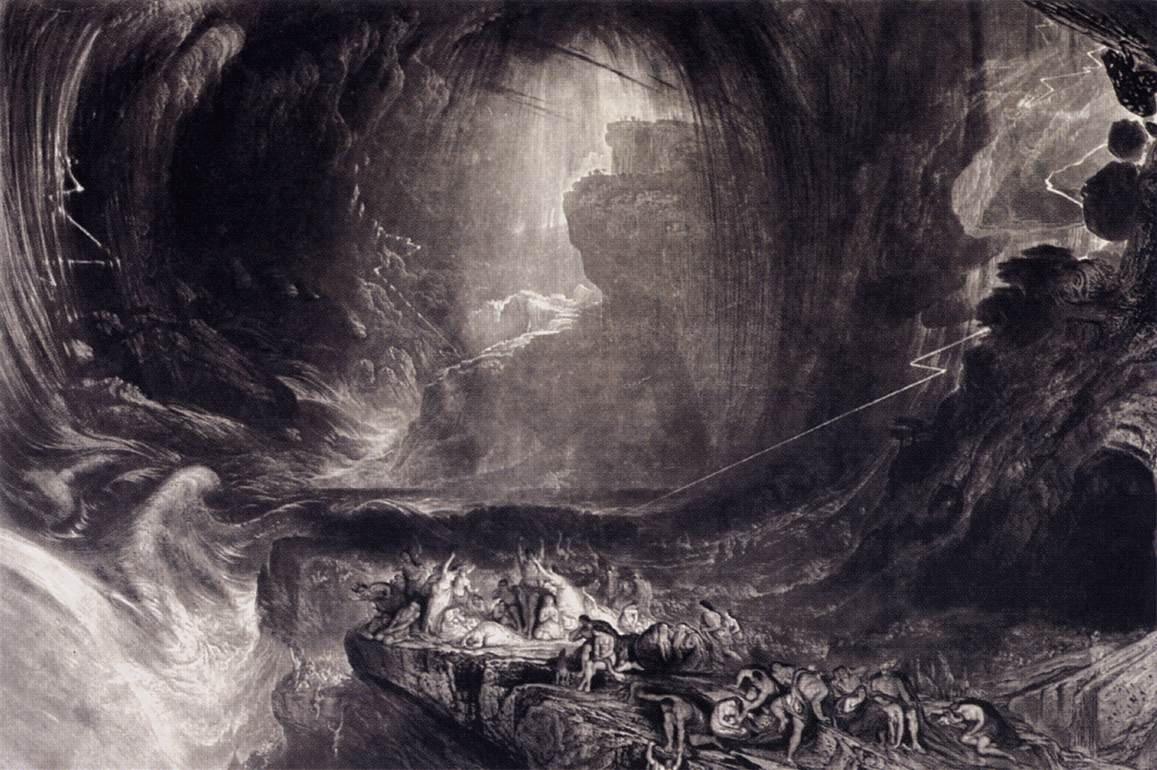
The Evening of the Deluge, Mezzotint and engraving (1828)